# Формула Серсика

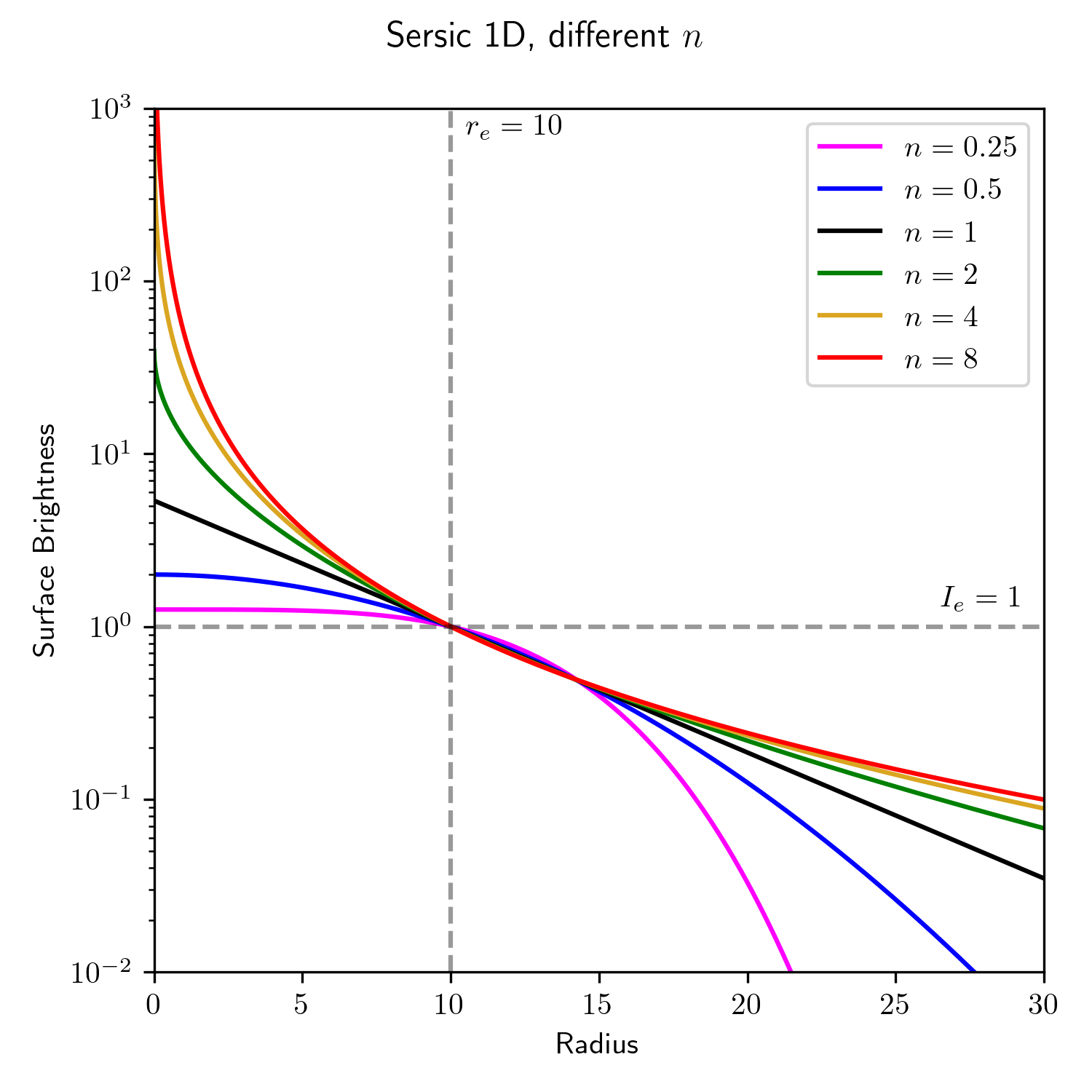
Вид одномерной функции Серсика при различных и одинаковых и

Формула Серсика — эмпирическая формула распределения поверхностной яркости в галактиках. Является более общей формулой, чем закон де Вокулёра, и хорошо описывает различные галактики и отдельные компоненты их структуры.
Формула названа в честь аргентинского астронома Хосе Луиса Серсика, который её впервые использовал.

## Формула

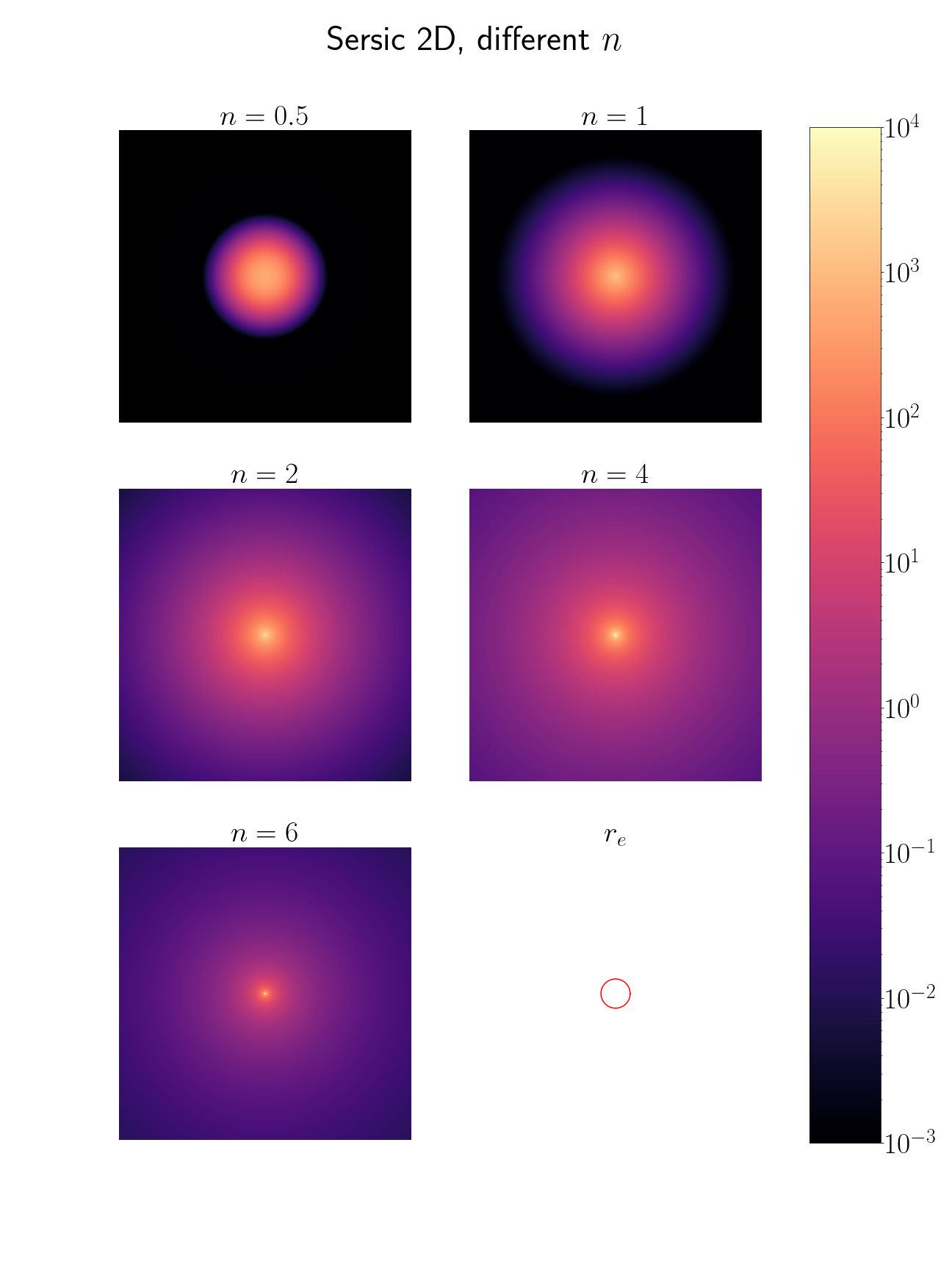
Двумерные функции Серсика для нескольких разных. Для всех моделей одинаково (показано как радиус окружности внизу справа), отличается таким образом, что полная светимость всех моделей одинакова

Формула Серсика (иногда закон Серсика или закон r1/n) для галактик выражает зависимость между поверхностной яркостью {\displaystyle I} в точке и её угловым расстоянием до центра галактики {\displaystyle r}. Формулу можно записать следующим образом:
{\displaystyle {\frac {I(r)}{I_{e}}}=\exp \left[-\nu _{n}\left(\left[{\frac {r}{r_{e}}}\right]^{1/n}-1\right)\right]\,,}
где {\displaystyle I_{e}} — поверхностная яркость на расстоянии {\displaystyle r_{e}} от центра, которое называется эффективным радиусом, внутри которого излучается половина полной светимости галактики.
Положительная величина {\displaystyle n} называется индексом Серсика и характеризует общий вид распределения: при небольших {\displaystyle n} распределение яркости становится более равномерным и более резко обрывается к краю, в то время как при больших {\displaystyle n} в центре возникает резкий пик яркости, а во внешних частях яркость с удалением от центра убывает медленнее.
Величина {\displaystyle \nu _{n}} — коэффициент, выбираемый таким образом, чтобы внутри радиуса {\displaystyle r_{e}} излучалась половина полной светимости галактики. Коэффициент {\displaystyle \nu _{n}} не независим и связан с {\displaystyle n} (см. ниже).
Другое распространённое представление формулы Серсика имеет вид:
{\displaystyle I(r)=I_{0}e^{-\nu _{n}\alpha ^{1/n}}\,,}
где {\displaystyle I_{0}} — центральная поверхностная яркость, а {\displaystyle \alpha =r/r_{e}}. Между {\displaystyle I_{0}} и {\displaystyle I_{e}} выполняется соотношение {\displaystyle I_{e}=I_{0}e^{-\nu _{n}}}.
Также можно записать формулу Серсика, если использовать поверхностную яркость в звёздных величинах на квадратную секунду дуги {\displaystyle \mu }:
{\displaystyle \mu (r)=\mu _{0}+{\frac {2{,}5\nu _{n}}{\ln 10}}\left({\frac {r}{r_{e}}}\right)^{1/n}\,,}
где {\displaystyle \mu _{0}} — звёздная величина на квадратную секунду, соответствующая {\displaystyle I_{0}}. Если аналогично определить {\displaystyle \mu _{e}}, то будет верно {\displaystyle \mu _{e}=\mu _{0}+2{,}5\nu _{n}/\ln 10}.

### Связь междуnиνn
По определению, {\displaystyle \nu _{n}} выбирается так, чтобы внутри {\displaystyle r_{e}} излучалась половина полной светимости галактики. Тогда её можно найти через функцию {\displaystyle L(<r)}, которая выражает полную светимость {\displaystyle L} внутри круга с радиусом {\displaystyle r}. Функцию можно записать в виде интеграла по радиусу:
{\displaystyle L(<r)=\int _{0}^{r}I(R)2\pi RdR\,.}
После раскрытия {\displaystyle I(R)} и замены {\displaystyle x=\nu _{n}(r/r_{e})^{1/n}} получается:
{\displaystyle L(<r)=I_{0}r_{e}^{2}{\frac {2\pi n}{(\nu _{n})^{2n}}}\gamma (2n,x)\,,}
где {\displaystyle \gamma } ― неполная гамма-функция, определяемая следующим образом:
{\displaystyle \gamma (\eta ,x)=\int _{0}^{x}e^{-t}t^{\eta -1}dt\,.}
Функция {\displaystyle L(<r)} будет равна полной светимости {\displaystyle L_{T}}, если {\displaystyle r=\infty }. С учётом того, что {\displaystyle \gamma (\eta ,\infty )=\Gamma (\eta )}, где {\displaystyle \Gamma (\eta )} — гамма-функция:
{\displaystyle L_{T}=I_{0}r_{e}^{2}{\frac {2\pi n}{(\nu _{n})^{2n}}}\Gamma (2n)\,.}
Поскольку внутри {\displaystyle r_{e}} излучается половина полной светимости галактики, то можно записать уравнение:
{\displaystyle \Gamma (2n)=2\gamma (2n,\nu _{n})\,.}
Получается, что {\displaystyle \nu _{n}} зависит от {\displaystyle n}. Для данного уравнения на практике применимы численные решения, но также хорошую точность дают линейные приближения: например, в диапазоне {\displaystyle 0{,}5<n<10} применимо приближение {\displaystyle \nu _{n}=1{,}9992n-0{,}3271}. Если галактика имеет эллиптическую, а не круговую форму, то формулы для {\displaystyle L(<r)} и {\displaystyle L_{T}} нужно домножить на {\displaystyle 1-\varepsilon } — здесь {\displaystyle \varepsilon =1-b/a} — видимая эллиптичность, а {\displaystyle b/a} — отношение осей эллипса, описывающего изофоту.

### Частные случаи и сходные формулы
Формула Серсика при некоторых {\displaystyle n} совпадает с другими функциями: при {\displaystyle n=4} функция переходит в закон де Вокулёра, при {\displaystyle n=1} — в убывающую показательную функцию, при {\displaystyle n=0{,}5} — в функцию Гаусса.
Профиль Эйнасто, который используется для описания распределения плотности в гало тёмной материи, математически описывается той же функцией, что и закон Серсика. Он может быть записан как пропорциональность {\displaystyle \rho (r)\propto e^{-(r/r_{*})^{\alpha }}}, где {\displaystyle \rho } — плотность тёмной материи на расстоянии {\displaystyle r} от центра, {\displaystyle r_{*}} — характерный радиус, а {\displaystyle \alpha } — параметр, эквивалентный {\displaystyle 1/n}, в то время как подобная пропорциональность для закона Серсика выглядит как {\displaystyle I(r)\propto e^{-(r/r_{e})^{1/n}}}.

## Применение
Закон Серсика хорошо описывает распределение яркости как в целых галактиках, так и в отдельных её частях. Распределение поверхностной яркости в большинстве балджей и в эллиптических галактиках невысокой яркости хорошо моделируются законом Серсика при {\displaystyle 1<n<4}. Для балджей с невысокой светимостью в основном подходит {\displaystyle n=1}, а для наиболее ярких балджей и ярких эллиптических галактик — {\displaystyle n=4} (закон Вокулёра), и в среднем подходящий {\displaystyle n} увеличивается с ростом светимости балджа. Для дисков галактик обычно {\displaystyle n=1}. Для баров закон Серсика также может использоваться — в этом случае обычно {\displaystyle 0{,}5<n<1}, однако нередко бывает и вне этого значения.
С развитием компьютерных методов анализа изображений наиболее распространённым стал анализ составляющих галактик по отдельности, в том числе с использованием функции Серсика для их описания, а не апроксимация изображения галактики законом Серсика целиком.
Закон Серсика является полностью эмпирическим и не следует из каких-либо теоретических соображений, хотя в численных моделях воспроизводятся распределения яркости, описываемые законом Серсика. Например, в моделях в результате слияний галактик с сопоставимыми массами получившаяся система распределения яркости близка к закону Серсика с {\displaystyle n=4}, в то время как распределения яркости с {\displaystyle n=1} появляются в результате «спокойной» динамической эволюции.

Показатель {\displaystyle n} для конкретной галактики коррелирует с её морфологическим типом. Для эллиптических галактик и балджей наблюдается корреляция {\displaystyle n} с множеством параметров, среди которых — светимость и размеры, масса чёрной дыры в центре и центральная дисперсия скоростей.
- Несколько галактик, для которых проводилась апроксимация распределения яркости законом Серсика, изображения SDSS (в скобках указано полученное {\displaystyle n})[14]

Несколько галактик, для которых проводилась апроксимация распределения яркости законом Серсика, изображения SDSS (в скобках указано полученное)
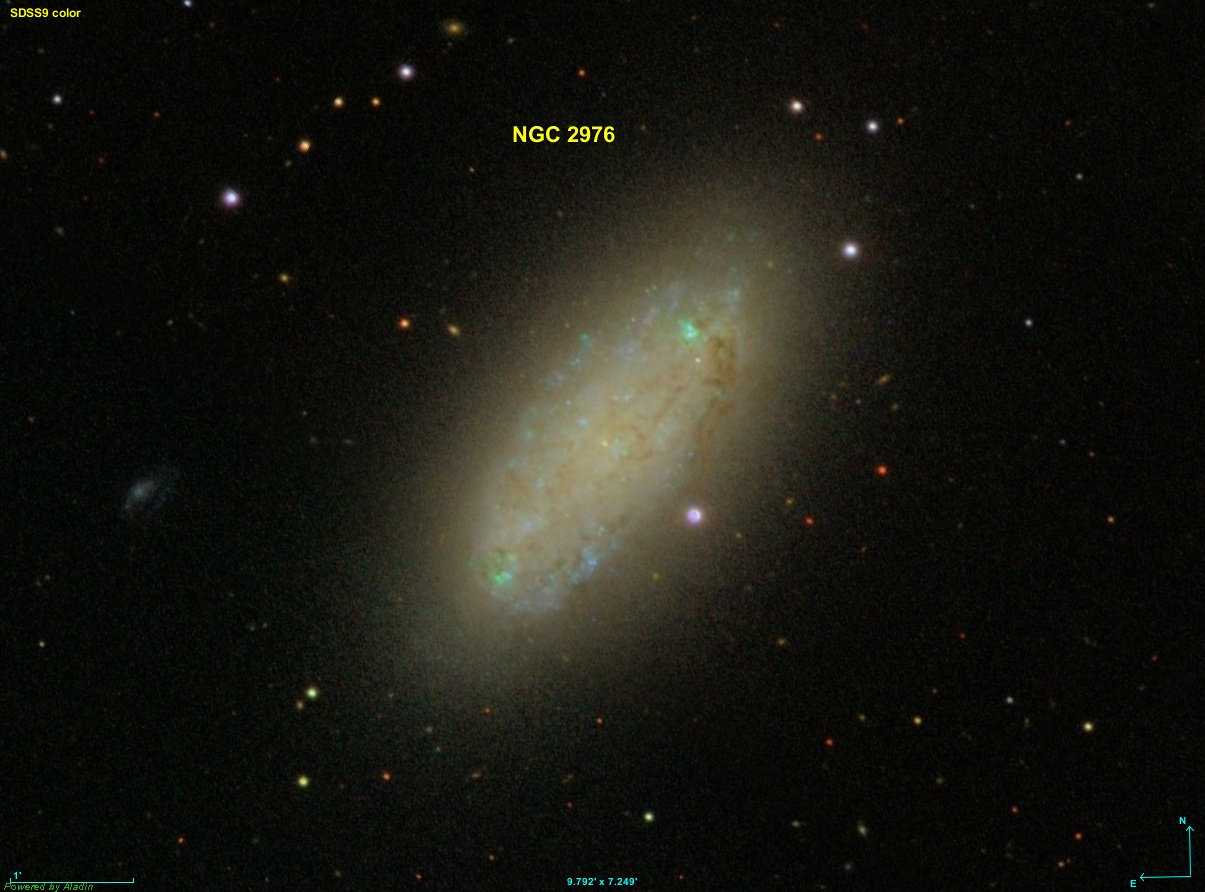
NGC 2976 ({\displaystyle n\approx 0{,}55})
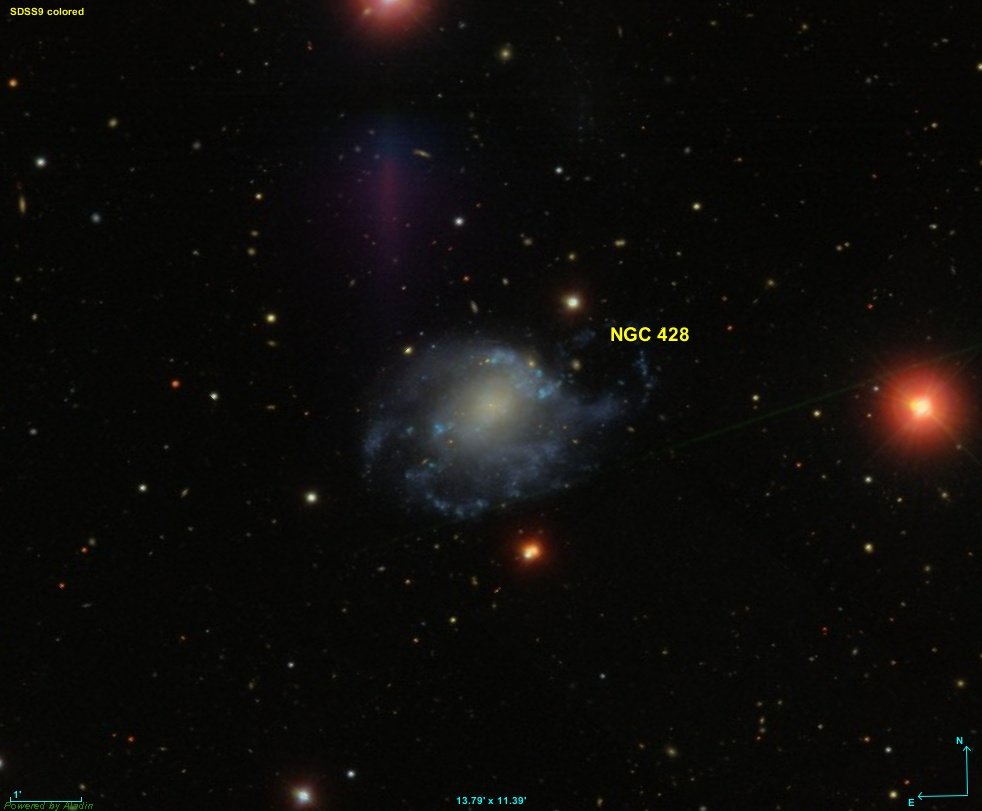
NGC 428 ({\displaystyle n\approx 1{,}2})
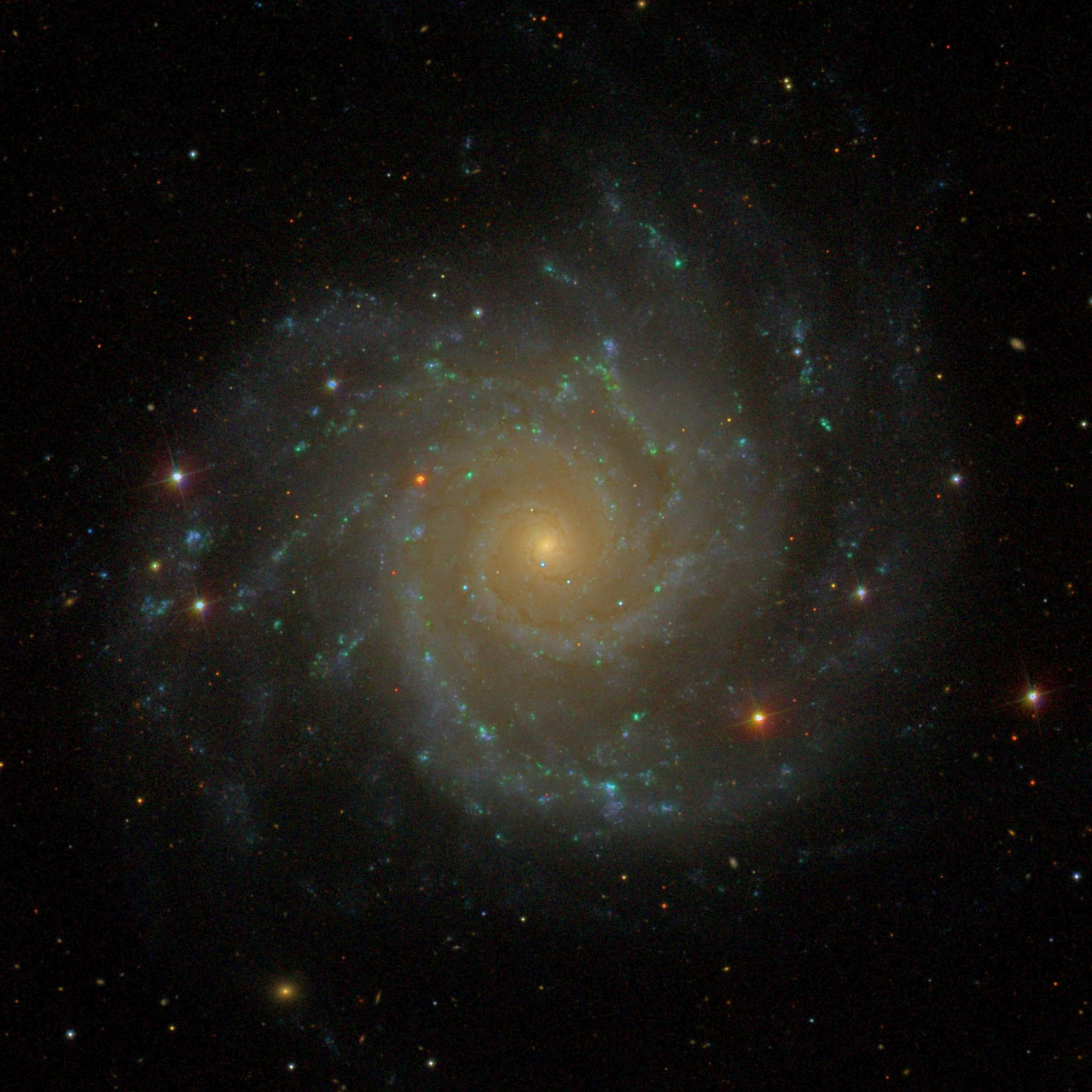
M 74 ({\displaystyle n\approx 2{,}1})
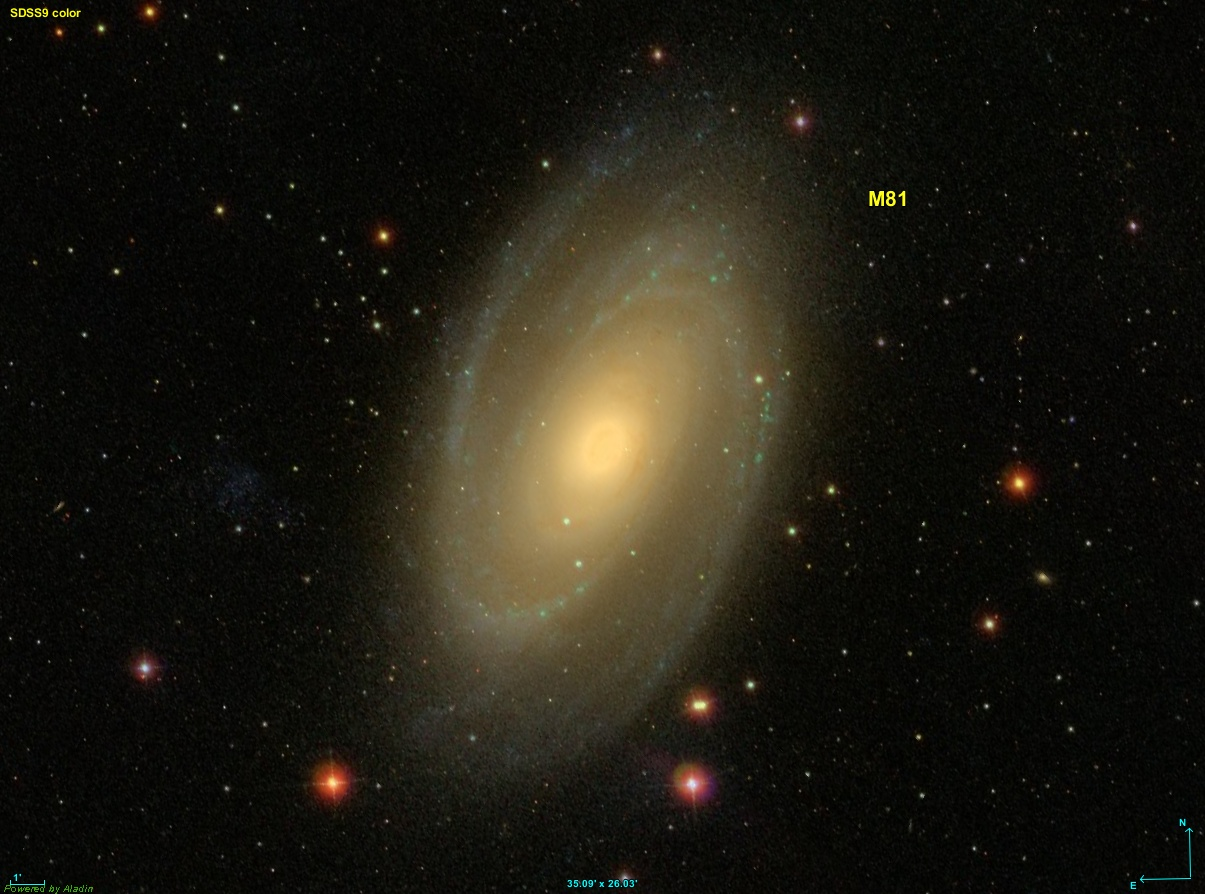
M 81 ({\displaystyle n\approx 3{,}4})
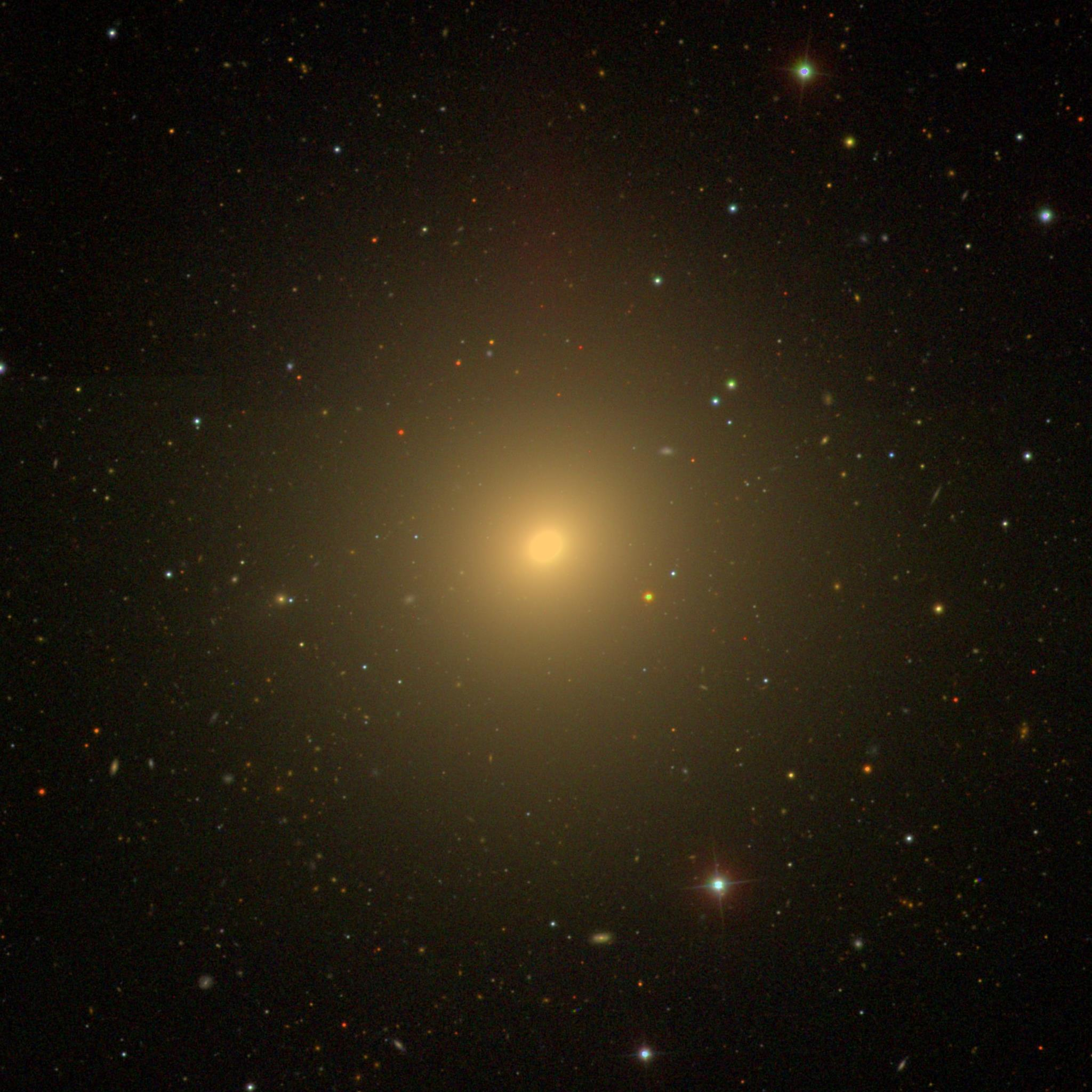
M 84 ({\displaystyle n\approx 4{,}9})

## История
Формула Серсика названа в честь аргентинского астронома Хосе Луиса Серсика, который впервые использовал её. В 1968 году он опубликовал «Атлас южных галактик» и применил свою формулу, чтобы описать распределение яркости во всех достаточно крупных галактиках атласа. Серсик также показал, что параметр {\displaystyle n} коррелирует с морфологическим типом галактики.
Сам Серсик рассматривал свою формулу как обобщение закона де Вокулёра, который Жерар Анри де Вокулёр предложил в 1948 году.